# Corso Vittorio Emanuele II (Sassari)

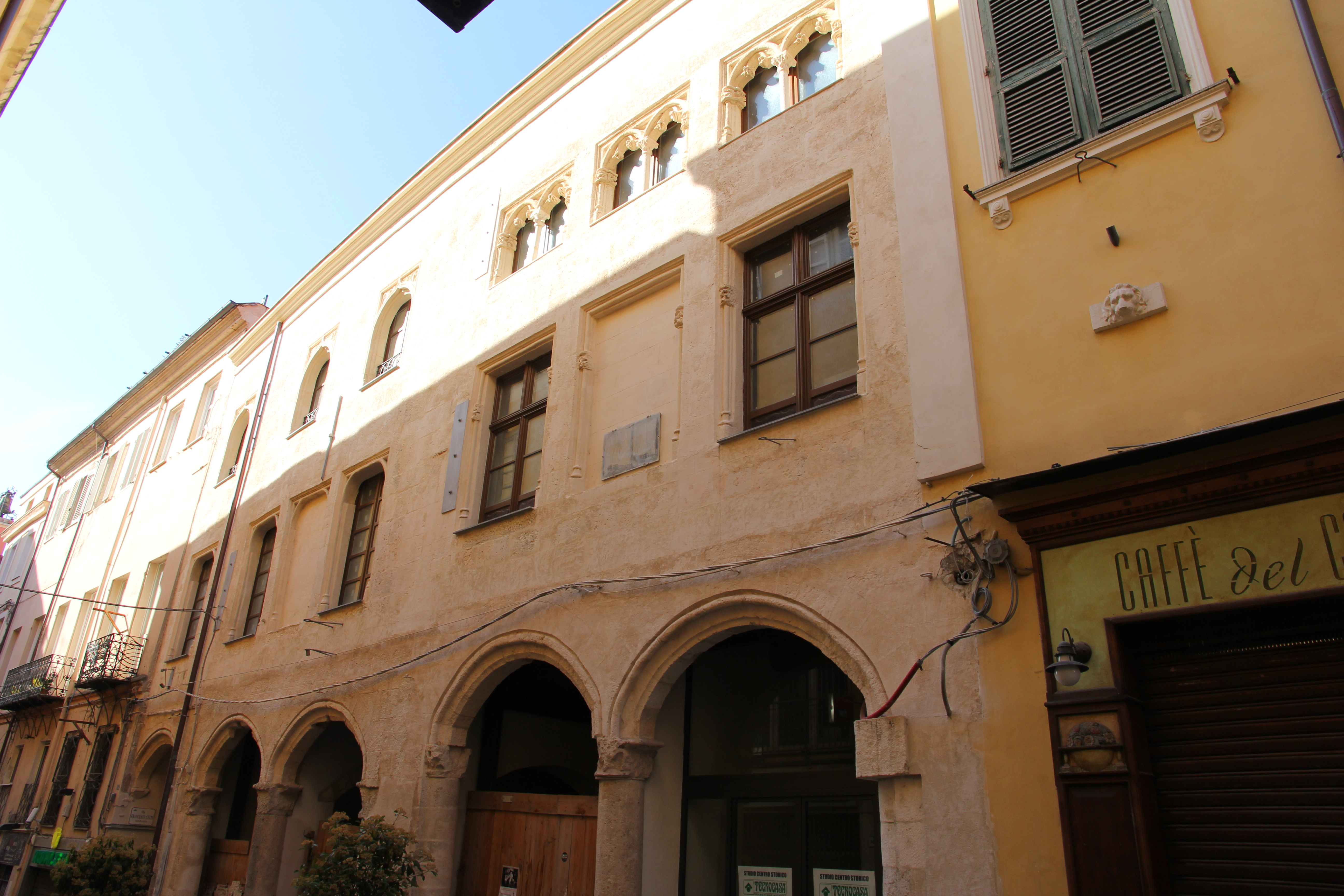
Casa Farris

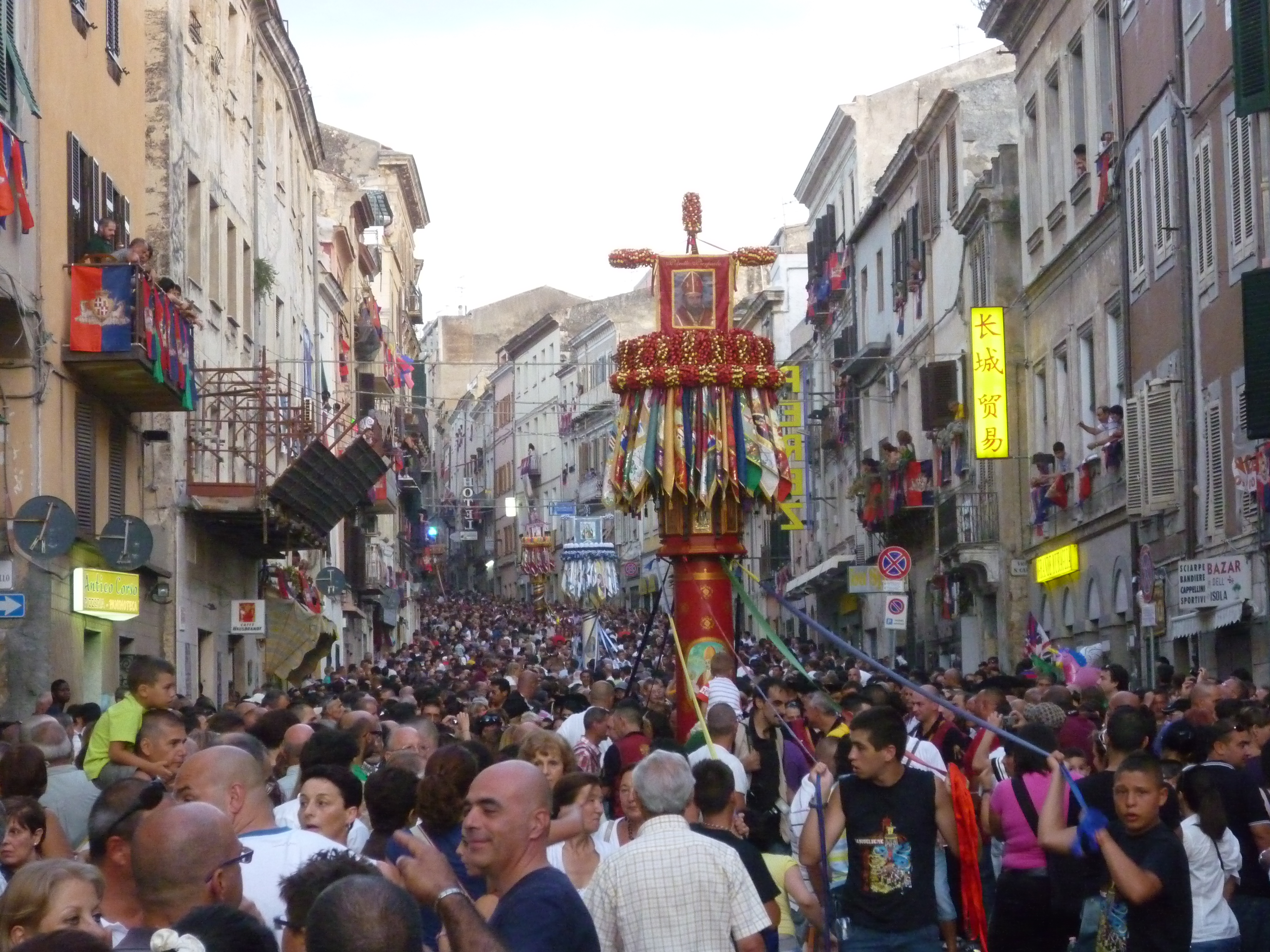
La discesa dei Candelieri lungo il corso

Il corso Vittorio Emanuele II è una tra le vie storiche principali di Sassari.

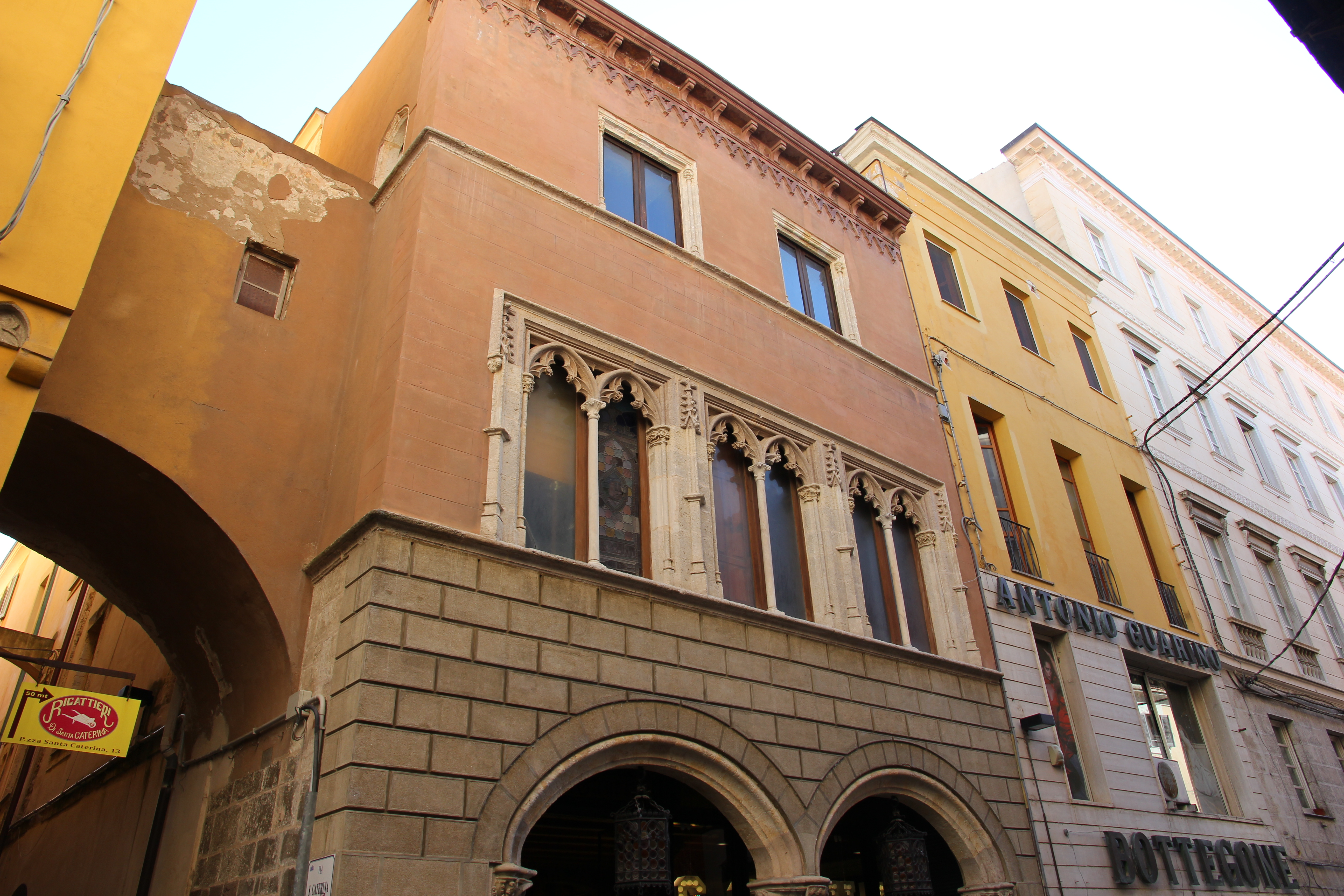
Casa di Re Enzo

## Storia
Gli atti dei secoli XVII e XVIII appellano il corso Plaza de Cotinas, Sa ruga de cotinas o Platha de Cotinas, mentre la piantina del 1799 di Giovanni Masetti Raimondi riporta la parte vicina a Piazza Sant'Antonio "Campu di Carros" (piazza dei carri). La parte alla metà della via veniva chiamata inizialmente “Ruga de cotinas”, ossia “rua” (“strada”) e “de cotinas” (“di pietre”); in seguito venne detta ispanicamente “plaza” o “platha”, non inteso come piazza ma come via larga. Già nel 1872 risulta essere nominata al monarca italiano. Fino ai primi anni del '900 continua a risultare come via. Il Corso Vittorio Emanuele inizia in corrispondenza di Piazza Azuni (un tempo sull'ampia scalinata della chiesa gotica di Santa Caterina, demolita nel XIX secolo) e termina in Piazza Sant'Antonio. Lungo la via sono ancora visibili case gotiche risalenti al 1400, come la Casa Farris, la Casa di Re Enzo (con dei capitelli scolpiti).

## Edifici
- Teatro Civico
- Palazzo Quesada di San Sebastiano
- Chiesa di Sant'Andrea
- Casa Farris
- Casa di Re Enzo